# Équipe d'Uruguay de football à la Copa América 1947
L'équipe d'Uruguay de football à la Copa América 1947 participe à sa 19e Copa América lors de cette édition 1947 qui se tient à Guayaquil en Équateur du 30 novembre au 31 décembre 1947.

## Résultats

### Classement final
Les huit équipes participantes sont réunies au sein d'une poule unique où chaque formation rencontre une fois ses adversaires. À l'issue des rencontres, l'équipe classée première remporte la compétition.
|   | Équipe    | Pts | J | G | N | P | BP | BC | Diff |
| - | --------- | --- | - | - | - | - | -- | -- | ---- |
| 1 | Argentine | 13  | 7 | 6 | 1 | 0 | 28 | 4  | +24  |
| 2 | Paraguay  | 11  | 7 | 5 | 1 | 1 | 16 | 11 | +5   |
| 3 | Uruguay   | 10  | 7 | 5 | 0 | 2 | 21 | 8  | +13  |
| 4 | Chili     | 9   | 7 | 4 | 1 | 2 | 14 | 13 | +1   |
| 5 | Pérou     | 6   | 7 | 2 | 2 | 3 | 12 | 9  | +3   |
| 6 | Équateur  | 3   | 7 | 0 | 3 | 4 | 3  | 17 | -14  |
| 7 | Bolivie   | 2   | 7 | 0 | 2 | 5 | 6  | 21 | -15  |
| 8 | Colombie  | 2   | 7 | 0 | 2 | 5 | 2  | 19 | -17  |

| 2 décembre  | Uruguay   | 2 | 0 | Colombie |
| 6 décembre  | Uruguay   | 6 | 0 | Chili    |
| 9 décembre  | Uruguay   | 3 | 0 | Bolivie  |
| 13 décembre | Paraguay  | 4 | 2 | Uruguay  |
| 16 décembre | Uruguay   | 6 | 1 | Équateur |
| 26 décembre | Uruguay   | 1 | 0 | Pérou    |
| 28 décembre | Argentine | 3 | 1 | Uruguay  |

### Matchs
| 2 décembre 1947 | Uruguay                 | 2 – 0 | Colombie | Stade George Capwell (Guayaquil)                   |                                                    |
| | Falero 26e · Britos 61e | (1 - 0) |          | Spectateurs : 20 000 Arbitrage : Juan José Alvarez | Spectateurs : 20 000 Arbitrage : Juan José Alvarez |
| Tulic - Lorenzo, Tejera - Gambetta ( 85e Rodríguez Andrade), Romero, Cajiga - Britos, García ( 70e Chelle), Falero, Sarro ( 50e Riephoff), Magliano | Équipes                 | Sánchez - Mejía, Londoño - Mallarino, Quintero, De la Hoz ( Serna) - Pérez, Ra. Granados, González Rubio, Arango, Carrillo |          | Spectateurs : 20 000 Arbitrage : Juan José Alvarez | Spectateurs : 20 000 Arbitrage : Juan José Alvarez |

| 6 décembre 1947 | Uruguay                                                       | 6 – 0 | Chili | Stade George Capwell (Guayaquil)                   |                                                    |
| | Sarro 9e · Falero 39e, 42e · Gambetta 68e · Magliano 88e, 89e | (3 - 0) |       | Spectateurs : 20 000 Arbitrage : Juan José Alvarez | Spectateurs : 20 000 Arbitrage : Juan José Alvarez |
| Tulic - Lorenzo ( 46e Terra), Tejera - Gambetta, Romero, Cajiga - Britos ( 46e Puente), García, Falero, Sarro ( 46e Riephoff), Magliano | Équipes                                                       | Livingstone - Urroz, Álvarez ( Negri) - Machuca Berríos, Wood, Busquets - Riera, Prieto ( Sáez), Araya ( Infante), Peñaloza, P. López |       | Spectateurs : 20 000 Arbitrage : Juan José Alvarez | Spectateurs : 20 000 Arbitrage : Juan José Alvarez |

| 9 décembre 1947 | Uruguay                       | 3 – 0 | Bolivie | Stade George Capwell (Guayaquil)                  |                                                   |
| | Magliano 9e · Falero 50e, 79e | (1 - 0) |         | Spectateurs : 15 000 Arbitrage : Mario Rubén Heyn | Spectateurs : 15 000 Arbitrage : Mario Rubén Heyn |
| Tulic - Lorenzo, Tejera - Gambetta, Romero, Pérez Luz - Britos, Barreto, Falero, Riephoff ( 26e Stula ( 46e García)), Magliano | Équipes                       | Arraya - Alcha ( Aráoz), Bustamante - Maida, Guerra, Vargas - González, Ugarte, Tapia, B. Gutiérrez, Orgaz |         | Spectateurs : 15 000 Arbitrage : Mario Rubén Heyn | Spectateurs : 15 000 Arbitrage : Mario Rubén Heyn |

| 13 décembre 1947                                                                                            | Paraguay                                  | 4 – 2 | Uruguay                  | Stade George Capwell (Guayaquil)                   |                                                    |
| | Genés 52e, 79e · Marín 76e · Villalba 89e | (0 - 1) | Magliano 3e · Britos 47e | Spectateurs : 18 000 Arbitrage : Juan José Álvarez | Spectateurs : 18 000 Arbitrage : Juan José Álvarez |
| García - Hugo, Céspedes - Gavilán, Ocampos, Sixto Cantero - Avalos, Miranda( Marín), Rivas, Genés, Villalba | Équipes                                   | Tulic - Lorenzo, Tejera - Gambetta, Romero( 80e Barreto), Cajiga - Britos, García( 73e Chelle), Falero, Sarro( 28e Stula), Magliano |                          | Spectateurs : 18 000 Arbitrage : Juan José Álvarez | Spectateurs : 18 000 Arbitrage : Juan José Álvarez |

| 16 décembre 1947 | Uruguay                                                    | 6 – 1 | Équateur    | Victor Francisco Rivas (Guayaquil)                |                                                   |
| | Falero 19e, 21e · Puente 24e, 88e · García 28e · Sarro 35e | (5 - 0) | Garnica 51e | Spectateurs : 30 000 Arbitrage : Mario Rubén Heyn | Spectateurs : 30 000 Arbitrage : Mario Rubén Heyn |
| Tulic( 46e Sabini) - Lorenzo, Tejera( 46e Riobó) - Gambetta, Romero( 46e Barreto), Cajiga - Puente, García, Falero, Sarro, Magliano | Équipes                                                    | Carrillo - Henríquez, Sánchez - Torres( Riveros), Ortíz, L. Mendoza - Garnica, J. Mendoza( Jiménez), Gavilánez, Aguayo( Zenck), Pozo |             | Spectateurs : 30 000 Arbitrage : Mario Rubén Heyn | Spectateurs : 30 000 Arbitrage : Mario Rubén Heyn |

| 26 décembre 1947 | Uruguay    | 1 – 0 | Pérou | Stade George Capwell (Guayaquil)                       |                                                        |
| | Falero 74e | (0 - 0) |       | Spectateurs : 6 000 Arbitrage : Víctor Francisco Rivas | Spectateurs : 6 000 Arbitrage : Víctor Francisco Rivas |
| Tulic - Terra, Tejera - Gambetta, Romero, Cajiga - Britos ( 46e Puente), García, Falero, Sarro, Magliano ( 46e Stula) | Équipes    | Suárez - Da Silva ( El. Morales), Perales - Pacheco, González ( 67e), Heredia - F. Castillo, Mosquera, Valdivieso ( V. López), Gómez Sánchez, Guzmán |       | Spectateurs : 6 000 Arbitrage : Víctor Francisco Rivas | Spectateurs : 6 000 Arbitrage : Víctor Francisco Rivas |

| 28 décembre 1947 | Argentine                     | 3 – 1 | Uruguay    | Stade George Capwell (Guayaquil)                  |                                                   |
| | Méndez 30e, 46e · Loustau 85e | (1 - 0) | Britos 74e | Spectateurs : 25 000 Arbitrage : Mario Rubén Heyn | Spectateurs : 25 000 Arbitrage : Mario Rubén Heyn |
| Cozzi - Marante, Sobrero - Yácono, Rossi, Pescia - Boyé, Méndez ( 86e Fernández), Pontoni ( 69e Di Stéfano), Moreno, Loustau ( 86e Sued) | Équipes                       | Tulic - Terra, Tejera - Gambetta ( 46e Rodríguez Andrade), Romero, Cajiga - Britos, García, Falero ( 79e Chelle), Sarro ( 46e Riephoff), Magliano |            | Spectateurs : 25 000 Arbitrage : Mario Rubén Heyn | Spectateurs : 25 000 Arbitrage : Mario Rubén Heyn |

## Navigation